# Rhydderch ap Iestyn
 Rhydderch ap Iestyn (tué en 1033) est roi de Glywysing de 1015 à 1033 et de Deheubarth de 1023 à 1033.

## Règne
Une période de conflits dynastiques éclate au pays de Galles du sud. Après la mort de Maredudd ab Owain. Il semble toutefois que Einion ap Owain, puis ses fils, Edwin et Cadell contrôlent le Deheubarth au cours de la période 1005/1018 jusqu'à l'apparition de Llywelyn ap Seisyll à la fin de la décennie
À cette époque au Morgannwg l'éclipse de la famille de Morgan ap Owain permet l'émergence de nouvelles dynasties  dans le Gwent et dans le Glywysing. En 1023 après la mort de Llywelyn ap Seisyll, Rhydderch se proclame roi de Deheubarth et bien qu'il semble être un usurpateur il se proclame par son père l'obscur Iestyn, petit-fils d'Owain ap Morgan de Glywysing
Il est tué dix ans plus tard en 1033 par les « Saxons » et il a comme successeur Hywel ap Edwin et son frère Maredudd, fils de Edwin ap Einion fils de Einion ap Owain ap Hywel Dda qui restaurent l'ancienne dynastie.

## Postérité
Rhydderch laisse trois fils dont l'ainé, qui reprendra ensuite les prétentions au trône de son père
- Gruffydd ap Rhydderch (tué en 1055) roi de Morgannwg de 1033 à 1055 et de Deheubarth de 1047 à 1055.
- Rhys (mort en 1053)
- Caradog (mort en 1035)